# تويوتا سيكويا
تويوتا سيكويا (بالإنجليزية: Toyota Sequoia) هي إحدى الطرازات الكبيرة التي تنتجها شركة تويوتا للسيارات.
تم تقديم السيارة عام 2000م كطراز 2001 وتعتبر أكبر طرازات تويوتا حجماً وتعتمد بشكل أساسي على طراز تندرا. يتم تصنيعها بمصنع تويوتا بولاية إنديانا الأمريكية وهي مخصصة لسوق الولايات المتحدة والشرق الأوسط.
تتسع السيارة لسبعة أو ثمانية أشخاص وللسيارة ثلاثة اجيال حتى الآن، تم تزويد الجيلان الأولان بمحرك (V8) وامتلك الجيل الأول محرك بسعة 4.7 ل أما الجيل الثاني فتم تزويده إما بمحرك سعة 4.7 ل أو 5.7 ل ،واما الجيل الثالث يأتي بمكينة 3,5 V6 توين تيربو ، وتأتي نسخة اخرى منها بتوين تيربو هايبرد ، تتوفر السيارة إما بدفع خلفي أو دفع رباعي. ويتوسط سعرها ما بين الطراز المتوسط 4رنر والطراز الكبير لاند كروزر.

## الجيل الأول (2001-2007)
تم عرض تويوتا سيكويا لأول مرة ( النموذج الأولي ) في صالات عرض السيارات في عامي 1999 و 2000 ؛ وبدأ الإنتاج لطراز 2001 في نهاية عام 2000. فقد اشتقاق معظم المكونات من تويوتا تندرا ، وكذلك تم استخدام هيكل تويوتا تندرا، باستثناء فرامل العجلات الخلفية. تم ترشيح سيكويا لجائزة سيارة العام في أمريكا الشمالية لعام 2001. في عام 2005 ، تم عمل بعض التعديلات على محرك السيارة سيكويا ، فتم تزويدها بمحرك أكثر قوة مع تحكم متغير في الصمامات (VVTi)، ومصابيح ليد خلفية و خمسة مراحل أوتوماتيكية لنقل الغيارات بدلاً من المراحل الأربعة السابقة. تعتبر سيكويا أطول قليلاً من تويوتا لاند كروزر ، لكن ربما لا يلاحظ البعض هذا الفارق بين السيارتين. عندما تم طرحها لأول مرة ، كانت أكبر من شيفرولية تاهو وفي نفس حجم فورد إكسبيديشن. تم تصنيف محرك سيكويا على أنه موفر للوقود بشكل جيد. يتم تصنيع الإطارات بواسطة شركة دانا (بالإنجليزية: Dana Incorporated).
| الجيل الأول                     | الجيل الأول                                 |
| ------------------------------- | ------------------------------------------- |
| تويوتا سيكويا ليمتد (2005-2007) |                                             |
| مرحلة الانتاج:                  | 2000-2007                                   |
| المحركات:                       | محركات البنزين : 4.7 لتر (176-207 كيلو واط) |
| الطول:                          | 5179 ملم                                    |
| عرض:                            | 1930-2004 ملم                               |
| ارتفاع:                         | 1854-1935 ملم                               |
| قاعدة العجلات :                 | 3000 ملم                                    |

## الجيل الثاني (2008)
قدمت تويوتا طراز 2008 سيكويا في معرض لوس أنجلوس للسيارات في نهاية عام 2007. النموذج الجديد يعتمد أيضاً على مكونات من السيارة تويوتا تندرا. ومع ذلك ، هناك اختلافات كبيرة بين السيارتين؛ تتمثل في إطار مدمج بالكامل في الجسم ، ونظام تعليق هوائي خلفي مستقل (لتوفير الراحة أثناء القيادة وتوفير المساحة). يضمن الهيكل الجديد محور دوران أصغر يبلغ 11.6 مترًا. صرحت تويوتا أن الهيكل الجديد أكثر صلابة من الهيكل القديم بنسبة 70٪ ضد الانحناء المستقيم وأقوى بنسبة 30٪ ضد الالتواء.
| الجيل الثاني                    | الجيل الثاني                                   |
| ------------------------------- | ---------------------------------------------- |
| تويوتا سيكويا ليمتد (2008-2009) |                                                |
| مرحلة الانتاج:                  | منذ 2008                                       |
| المحركات:                       | محركات البنزين : 4.6-5.7 لتر (206-284 كيلوواط) |
| الطول:                          | 5210 ملم                                       |
| عرض:                            | 2029 مم                                        |
| ارتفاع:                         | 1895-1910 ملم                                  |
| قاعدة العجلات :                 | 3099 ملم                                       |
| الوزن الفارغ :                  | 2572-2599 كجم                                  |

المحركات
| سعة المحرك                                 | سنة الصنع | قوة المحرك                                     | عزم الدوران                                        |
| ------------------------------------------ | --------- | ---------------------------------------------- | -------------------------------------------------- |
| 4608 سم مكعب (281.2 متر مكعب في) 1UR-FE V8 | 2010-2012 | 310 حصان (231 كيلوواط) @ 5400 دورة في الدقيقة  | 327 رطل قدم (443 نيوتن متر) @ 3400 دورة في الدقيقة |
| 4663 سم مكعب (284.6 متر مكعب في) 2UZ-FE V8 | 2008-2009 | 276 حصاناً (206 كيلوواط) @ 5400 دورة في الدقيقة | 314 رطل قدم (426 نيوتن متر) @ 3400 دورة في الدقيقة |
| 5663 سم مكعب (345.6 متر مكعب في) 3UR-FE V8 | 2008      | 381 حصان (284 كيلوواط) @ 5600 دورة في الدقيقة  | 401 رطل قدم (544 نيوتن متر) @ 3600 دورة في الدقيقة |

## المبيعات
| العــــــــــــــــــــــام | مبيعات الولايات المتحدة | مبيعات كندا         |
| --------------------------- | ----------------------- | ------------------- |
| 2000                        | 9,925                   | البيانات غير متوفرة |
| 2001                        | 68,574                  | البيانات غير متوفرة |
| 2002                        | 70,187                  | البيانات غير متوفرة |
| 2003                        | 67,067                  | البيانات غير متوفرة |
| 2004                        | 58,114                  | 562                 |
| 2005                        | 45,904                  | 477                 |
| 2006                        | 34,315                  | 377                 |
| 2007                        | 23,273                  | 195                 |
| 2008                        | 30,693                  | 842                 |
| 2009                        | 16,387                  | 800                 |
| 2010                        | 13,848                  | 912                 |
| 2011                        | 13,022                  | 733                 |
| 2012                        | 13,151                  | 744                 |
| 2013                        | 13,811                  | 744                 |
| 2014                        | 11,806                  | 713                 |
| 2015                        | 12,583                  | 633                 |
| 2016                        | 12,771                  | 697                 |
| 2017                        | 12,156                  | 755                 |
| 2018                        | 11,121                  | 684                 |
| 2019                        | 10,289                  | 543                 |